# ألان غوردون بيل
ألان غوردون بيل هو ملحن كندي، ولد في 24 مايو 1953 في كالغاري في كندا.